# 니시타키자와촌
니시타키자와촌(西滝沢村)은 아키타현 유리군에 있던 촌이다. 현재의 유리혼조시 중부, 유리코겐 철도 조카이산로쿠선 니시타키자와 역 주변 및 고요시강 건너편 북서 일대에 해당한다.

## 역사
- 1889년 4월 1일 - 정촌제 시행에 의해 7촌의 구역으로 성립하였다.
- 1955년 3월 1일 - 히가시타키자와촌, 아유가와촌과 합병해 유리촌이 성립해, 동일 니시타키자와촌이 폐지되었다.

## 교통

### 철도
- 일본국유철도
  - 야지마선 (조카이 산록선)

### 도로
- 야지마 가도 (현:국도 108호선)